# Polarnat
Polarnat eller mørketid er en tilstand af 24 timers mørke, når solen ikke når over horisonten. Polarnat kan observeres nord for den nordlige polarcirkel og syd for den sydlige polarcirkel efter hhv. vinter- og sommersolhverv. Det modsatte fænomen kaldes midnatssol, hvor solen er oppe 24-timer om dagen.

## Beskrivelse
I mørketiden er solen under horisonten, selv når den er på sit højeste. Denne periode er kortest nær polarcirklerne og øger i varighed nærmere polerne og er længst på selve polerne, hvor den varer i seks måneder. Hvis Jorden havde været uden atmosfære, ville polarcirklen være den sydligste grænse for mørketiden. Men sollyset afbøjes på sin vej gennem jordens atmosfære, sådan at solen kommer højere på himmelen. Som en følge af dette fænomen flyttes grænsen for mørketid længere mod nord og grænsen for midnatssol længere mod syd. 
På grund af skumringseffekten indebærer mørketid imidlertid ikke nødvendigvis, at det er mørkt 24 timer i døgnet, på samme måde som det ellers bliver lyst noget før solopgang. 

## Datoer for mørketid
| Sted             | Fra           | Til         |
| ---------------- | ------------- | ----------- |
| Svolvær          | 7. december   | 5. januar   |
| Harstad          | 2. december   | 10. januar  |
| Bardufoss        | 30. november  | 12. januar  |
| Andenes          | 29. november  | 13. januar  |
| Tromsø           | 27. november  | 15. januar  |
| Alta             | 25. november  | 17. januar  |
| Vardø            | 23. november  | 19. januar  |
| Hammerfest       | 22. november  | 20. januar  |
| Berlevåg         | 21. november  | 21. januar  |
| Nordkap          | 20. november  | 22. januar  |
| Jan Mayen        | 20. november  | 21. januar  |
| Bjørnøya         | 7. november   | 4. februar  |
| Hopen            | 31. oktober   | 10. februar |
| Sveagruva        | 27. oktober   | 15. februar |
| Barentsburg      | 26. oktober   | 15. februar |
| Longyearbyen     | 26. oktober   | 16. februar |
| Pyramiden        | 25. oktober   | 17. februar |
| Ny-Ålesund       | 24. oktober   | 18. februar |
| Magdalenafjorden | 22. oktober   | 19. februar |
| Rossøya          | 19. oktober   | 23. februar |
| Nordpolen        | 25. september | 18. marts   |

Længden af polarnætterne afhænger af hvor på kloden man befinder sig, fra 20 timer ved polarcirklerne til 179 dage ved polerne. Datoerne i tabellen angiver når solen ikke kommer over horisonten. I praksis varer mørketiden længere de fleste steder, fordi fjelde i syd spærrer for solen, når den står lavt på himmelen. Dette kan også være tilfældet syd for polarcirklen på steder hvor der er høje fjelde i syd. Blandt andet har Rjukan mørketid flere uger i året på grund af fjeldene i den trange Vestfjorddalen.

## Billeder
- Karakteristisk blåt tusmørke under mørketiden i Longyearbyen på Svalbard.
- Tidlig eftermiddag i Tromsø i mørketiden.